# Virden/R.J. (Bob) Andrew Field Regional Aerodrome
Virden/R.J. (Bob) Andrew Field Regional Aerodrome är en flygplats i Kanada.   Den ligger i provinsen Manitoba, i den sydöstra delen av landet, 1 900 km väster om huvudstaden Ottawa. Virden/R.J. (Bob) Andrew Field Regional Aerodrome ligger 441 meter över havet.